# خوان سانشيز سوتيلو
خوان سانشيز سوتيلو (بالإسبانية: Juan Sánchez Sotelo)‏ هو لاعب كرة قدم أرجنتيني في مركز الهجوم، ولد في 2 أكتوبر 1987 في أفيانيدا في الأرجنتين. لعب مع أتلتيكو باتروناتو وأرسنال ساراندي وأوليمبو وتاليريس كوردوبا وديفنسا خوستيكا ورابيد بوخارست ولاسيرينا وليفادياكوس ونادي راسينغ.

## وصلات خارجية
- خوان سانشيز سوتيلو على موقع Soccerway.com (الإنجليزية)
- خوان سانشيز سوتيلو على موقع عالم كرة القدم.نت (الإنجليزية)